# ギリェルモ・ビラス
ギリェルモ・ビラス（Guillermo Vilas, 1952年8月17日 - ）は、アルゼンチン・ブエノスアイレス生まれマル・デル・プラタ育ちの元男子プロテニス選手。当地が生んだ最大のテニス選手として、4大大会通算「4勝」を挙げた選手である。身長180cm、体重75kg、左利きの選手。シングルス自己最高ランキングは2位。ATPツアーでシングルス62勝、ダブルス16勝。
オープン化以降2人目となる通算900勝。またクレーコートで600勝以上挙げている。1977年にはグランドスラム2冠・46連勝・クレーコート53連勝・オープン化記録となるシーズン134勝を達成。
またオープン化以降初となる同一大会優勝8回を達成（ブエノスアイレス大会）。
長髪をバンダナで束ねた風貌でも強い印象を持ち、「パンパスの若き雄牛」（Young Bull of the Pampas）というニックネームで呼ばれた。
彼はジミー・コナーズと同い年であり、ビョルン・ボルグやジョン・マッケンローなども同世代のライバル選手だった。ビラスは彼らと並んで、男子テニスの歴史を通じて最も輝かしい黄金時代を刻んだ選手のひとりに数えられる。特にクレーコートに強く数多の記録を保持している。

## 来歴
1970年から男子テニス国別対抗戦・デビスカップのアルゼンチン代表選手となる。1973年に地元ブエノスアイレスのトーナメントでツアー初優勝。1975年の全仏オープンで4大大会の男子シングルス決勝に初進出を果たしたが、当時19歳のビョルン・ボルグに 2-6, 3-6, 4-6 のストレートで敗れて準優勝になる。1977年からビラスのキャリアは最盛期に入り、出場33大会のうち「17大会」に優勝した。この年は全豪オープンが「1月開催」と「12月開催」の2回行われたが、ビラスは年頭の1月開催の大会でロスコー・タナーに敗れて準優勝になっている。その後、全仏オープンと全米オープンで4大大会年間2冠を獲得し、全仏では2年ぶり2度目の決勝進出で初優勝を飾る。それから1978年全仏オープンで2年連続3度目の決勝に進出したが、ボルグに 1-6, 1-6, 3-6 のストレートで敗れ、全仏2連覇はならなかった。
ビラスは全豪オープンで、1978年と1979年に大会2連覇を達成した。全豪オープンは1977年に2度の開催があった後、1978年-1985年までは12月の年末開催だった。したがって、ビラスの全豪初優勝は2度目の全仏準優勝の半年後のことである。（全豪オープンの開催時期に度重なる変更が加えられたため、年頭の1月に開催される現在の感覚とは違う点が注意を要する。）ビラスは1974年から9年連続で世界ランキングトップ10位を守り、1977年に自己最高の2位まで到達したが、ボルグやコナーズの厚い壁に阻まれ、南米の男子選手として世界ランキング1位になることはできなかった。
1982年に全仏オープンで4年ぶり4度目の決勝戦に進出した時、今度の相手はスウェーデンの新星マッツ・ビランデルであった。この時ビランデルは17歳7ヶ月の若さで、全仏オープンは初出場だった。12歳年下のビランデルとの決勝戦は4時間を超える長い試合になったが、ビラスはビランデルに 6-1, 6-7, 0-6, 4-6 で敗れ、3度目の準優勝に終わった。全仏決勝でのビラスの成績は「1勝3敗」で、3度の準優勝はすべてスウェーデン勢に敗れたことになる。
ビラスは1989年まで現役を続行したが、この年の全仏オープン1回戦でイタリアのクラウディオ・ピストレッシに敗れたのが最後の試合になった。1991年にアルゼンチンのテニス選手として、史上初の国際テニス殿堂入りを果たした。
2004年の全仏オープン男子シングルス準優勝者、ギリェルモ・コリアは「ビラスにあやかって」命名された人として知られる。
ビラスはクレーコート（赤土）で「53連勝」のATPツアー記録を保持していたが、2006年5月にスペインのラファエル・ナダルがビラスの連勝記録を更新した。

## 記録
全米オープン1大会でのゲーム最高勝率「72.1% (106–41)」
1977年
グランドスラムクレーコート最多勝利「75勝」
グランプリツアー 1シーズン最多タイトル「16」
1977年
グランプリツアー 1シーズンクレーコート最多タイトル「14」
1977年
グランプリツアークレーコート通算最多タイトル「49」
グランプリツアークレーコート通算最多勝利「632」
グランプリツアー 1シーズン最多勝利「145勝」
グランプリツアー屋外試合通算最多勝利「794勝」

## 4大大会優勝
- 全豪オープン：2勝（1978年、1979年） ［大会2連覇］
- 全仏オープン：1勝（1977年） ［準優勝3度：1975年、1978年、1982年］
- 全米オープン：1勝（1977年）

| 年     | 大会         | 対戦相手                   | 試合結果           |
| ------ | ------------ | -------------------------- | ------------------ |
| 1977年 | 全仏オープン | ブライアン・ゴットフリート | 6-0, 6-3, 6-0      |
| 1977年 | 全米オープン | ジミー・コナーズ           | 2-6, 6-3, 7-6, 6-0 |
| 1978年 | 全豪オープン | ジョン・マークス           | 6-4, 6-4, 3-6, 6-3 |
| 1979年 | 全豪オープン | ジョン・サドリ             | 7-6, 6-3, 6-2      |

## 4大大会シングルス成績
略語の説明
| W | F | SF | QF | #R | RR | Q# | LQ | A | Z# | PO | G | S | B | NMS | P | NH |

W=優勝, F=準優勝, SF=ベスト4, QF=ベスト8, #R=#回戦敗退, RR=ラウンドロビン敗退, Q#=予選#回戦敗退, LQ=予選敗退, A=大会不参加, Z#=デビスカップ/BJKカップ地域ゾーン, PO=デビスカップ/BJKカッププレーオフ, G=オリンピック金メダル, S=オリンピック銀メダル, B=オリンピック銅メダル, NMS=マスターズシリーズから降格, P=開催延期, NH=開催なし.
| 大会             | 1970 | 1971 | 1972 | 1973 | 1974 | 1975 | 1976 | 1977 | 1977 | 1978 | 1979 | 1980 | 1981 | 1982 | 1983 | 1984 | 1985 | 1986 | 1987 | 1988 | 1989 | SR     | W–L    |
| ---------------- | ---- | ---- | ---- | ---- | ---- | ---- | ---- | ---- | ---- | ---- | ---- | ---- | ---- | ---- | ---- | ---- | ---- | ---- | ---- | ---- | ---- | ------ | ------ |
| 全豪オープン     | A    | A    | A    | A    | A    | A    | A    | F    | A    | W    | W    | SF   | 3R   | A    | A    | A    | A    | NH   | A    | A    | A    | 2 / 5  | 23–3   |
| 全仏オープン     | A    | A    | 3R   | 3R   | 3R   | F    | QF   | W    | W    | F    | QF   | QF   | 4R   | F    | QF   | 1R   | 2R   | QF   | 2R   | 2R   | 1R   | 1 / 18 | 58–17  |
| ウィンブルドン   | 1R   | A    | 1R   | A    | 3R   | QF   | QF   | 3R   | 3R   | 3R   | 2R   | A    | 1R   | A    | 1R   | A    | A    | 1R   | A    | A    | A    | 0 / 11 | 15–11  |
| 全米オープン     | A    | A    | 2R   | 1R   | 4R   | SF   | SF   | W    | W    | 4R   | 4R   | 4R   | 4R   | SF   | 3R   | 3R   | 2R   | 1R   | A    | A    | A    | 1 / 15 | 43–14  |
| Win–Loss         | 0–1  | 0–0  | 5–3  | 2–2  | 7–3  | 15–3 | 13–3 | 21–2 | 21–2 | 17–3 | 14–3 | 10–3 | 8–4  | 11–2 | 6–3  | 2–2  | 2–2  | 4–3  | 1–1  | 1–1  | 0–1  | 4 / 49 | 139–45 |
| 年度末ランキング | –    | –    | –    | 31   | 5    | 2    | 6    | 2    | 2    | 3    | 6    | 4    | 4    | 4    | 11   | 28   | 39   | 22   | 71   | 126  | 408  |        |        |